# ジャニーズWEST桐山&流星のサシタビ!!
『ジャニーズWEST桐山&流星のサシタビ!!』（ジャニーズウエストきりやまアンドりゅうせいのさしたび!!）は、テレビせとうち（TSC）の制作により、テレビ東京系列全国6局ネット（テレビ東京、テレビ大阪、テレビ愛知、TVQ九州放送、テレビ北海道、テレビせとうち）で2023年3月21日（火、祝日）の10:05 - 11:00（JST）に放送されたバラエティ番組であり、ジャニーズWESTの冠番組でもある。

## 概要
「丸1日、自由に旅ができるならどこに行きたい？ 何をしたい？」をテーマに、桐山、藤井の本当にやりたいこと、行きたいところだけを詰め込んだ本気の旅プランを決行する。
唯一のルール「写真を撮りまくること」に則り、旅の思い出をひたすら写真に収めて、世界に一つだけの「思い出モザイクアート」の完成を目指す。。
完成したモザイクアートは、テレビ放送の他、番組公式サイトや各公式SNSで見ることができる。
桐山・藤井の通称「きりりゅせコンビ」は、同じ高校の先輩後輩という繋がりがありながら、ジャニーズWEST･ファン共にレアコンビと言われており、桐山自ら「流星とサシは無理」とラジオで言うなど、番組のコンセプトとは異なる2人がキャスティングされたことで反響があった。
放送数日前から、各番組公式SNSのアカウント名から"桐山"と"流星"が削除され、『ジャニーズWEST??&??のサシタビ!!』表記になっており、サシタビ!!第2弾の可能性が示唆されていたが、9月1日に、同じくジャニーズWESTのメンバーである中間淳太･小瀧望の2人が第2弾の出演者になることが発表された。

## 出演者
第1弾
- 桐山照史
- 藤井流星

第2弾
- 中間淳太
- 小瀧望

## スタッフ

### ジャニーズWEST桐山&流星のサシタビ!!
- ナレーター：小野恭介
- 構成：山本玄太、髙橋宏弥
- 撮影：矢野哲夫、坂本聡
- 音声：木村優加
- ドローン：田中佳津樹
- 編集：篠崎孝徳
- MA：松尾隆裕
- 音効：古川市郎
- イラスト：鈴木静香
- 技術協力：だだだ、アールビット空撮、E・Force Studio
- 協力：フォトモザイクアートのfromme、河口湖 北原ミュージアム
- AD：小田裕生
- ディレクター：小林剛史、布施好則
- 演出：吉田慶介
- プロデューサー：宮田絵利（テレビせとうち）、関根崇、黒﨑健一
- チーフプロデューサー：遠藤美穂（テレビせとうち）
- 制作協力：
- 製作著作：テレビせとうち